# 오프셋 (래퍼)
오프셋(Offset, 1991년 12월 14일 ~ )은 미국의 래퍼, 싱어송라이터이며 힙합 그룹 미고스의 멤버이다.